# Ted Eck
Ted Eck (Springfield, 14 luglio 1966) è un ex calciatore e allenatore di calcio statunitense.
Utilizzato nel ruolo di giocatore di movimento, come massimo riconoscimento in carriera ha la partecipazione con la Nazionale di calcio a 5 degli Stati Uniti al FIFA Futsal World Championship 1992 ad Hong Kong dove gli statunitensi hanno colto il loro miglior risultato di sempre giungendo alla medaglia d'argento dopo la finale persa per 4-1 contro il Brasile

## Palmares

### Nazionale
- Gold Cup: 1

1991